# Pol'and'Rock Festival

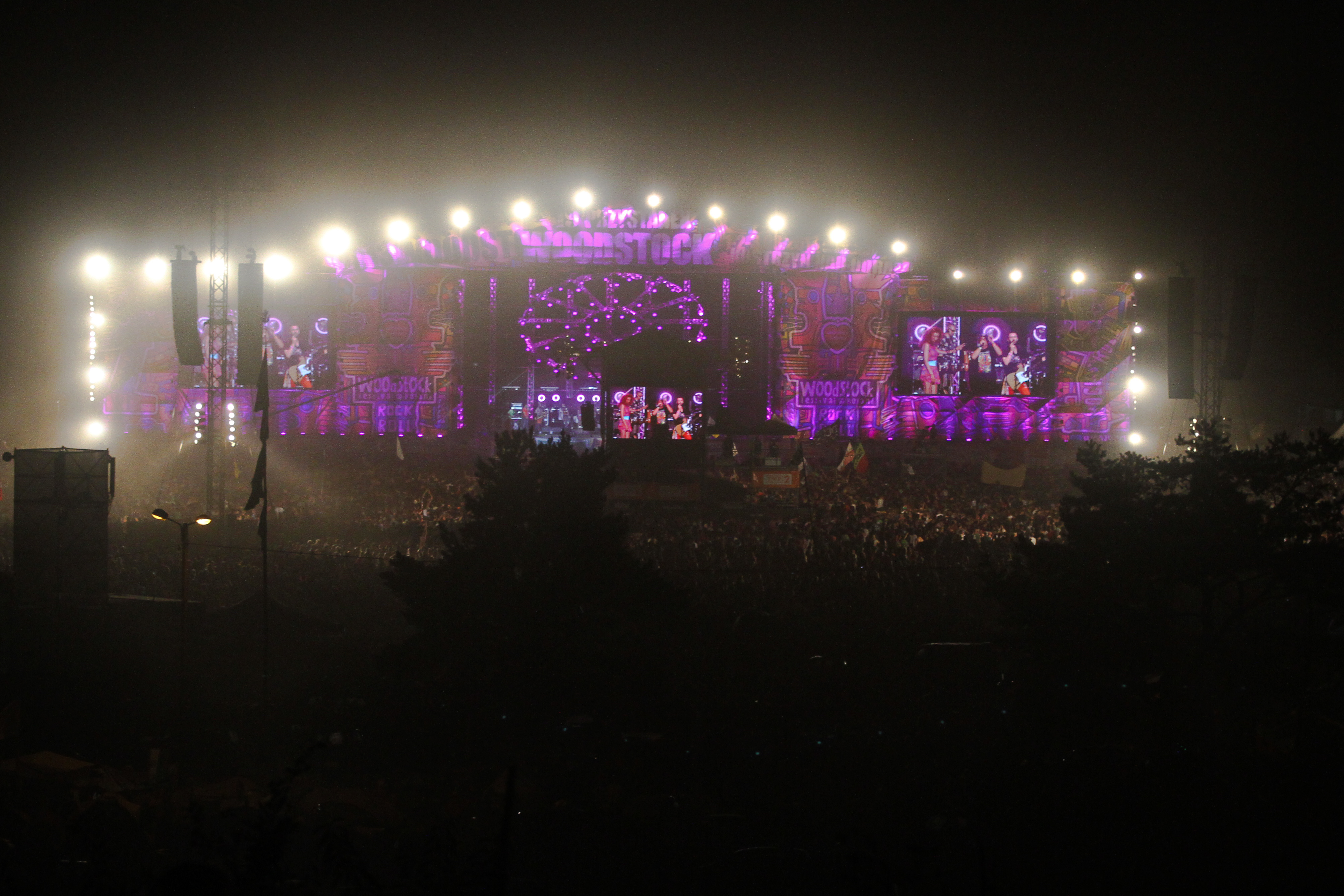
Noční scéna na polském Woodstocku, 2013

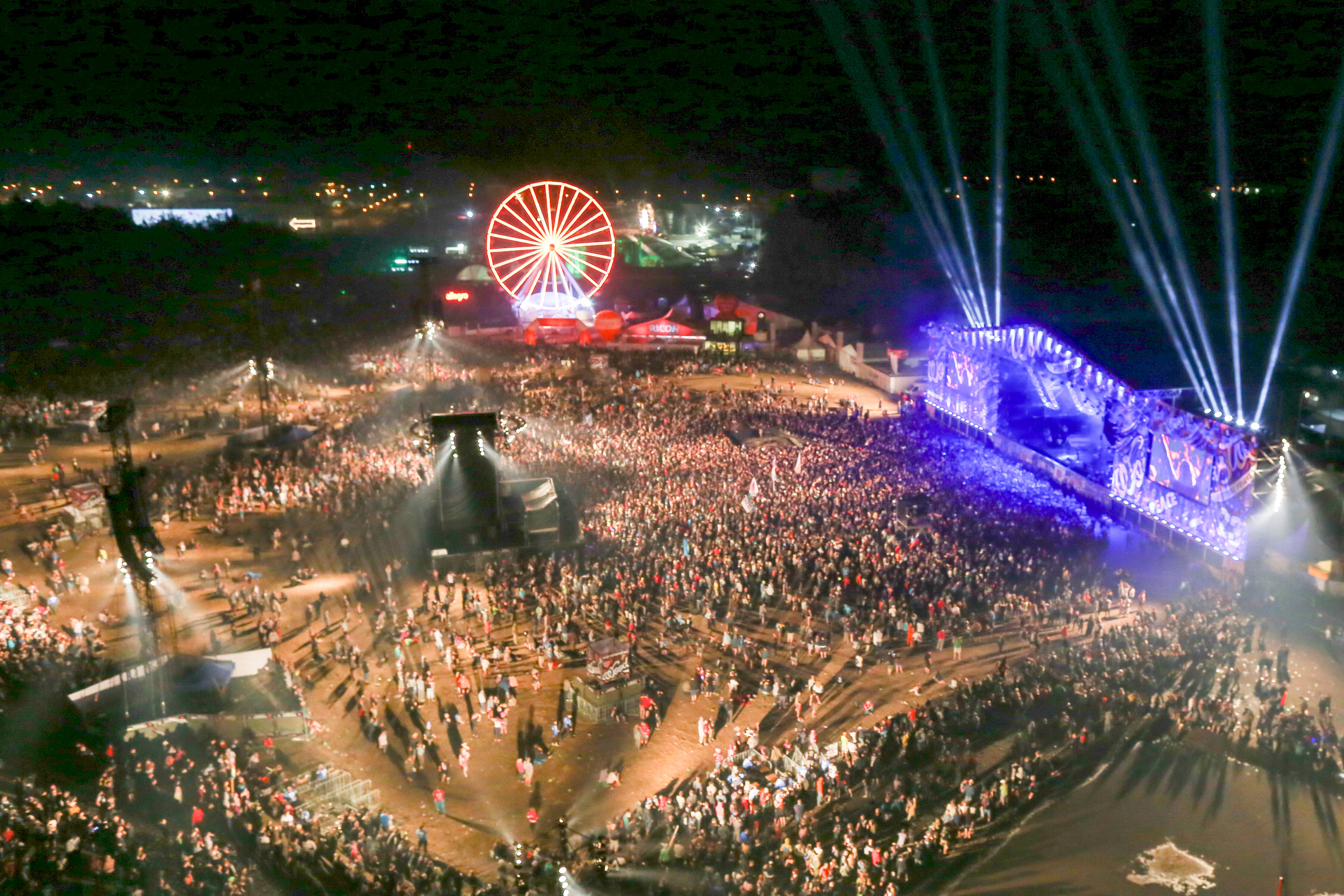
Noční scéna na polském Woodstocku, 2017

Pol'and'Rock Festival, původním názvem Przystanek Woodstock (česky Zastávka Woodstock), je polský rockový festival pořádaný nadací Wielka Orkiestra Świątecznej Pomocy (česky Velký orchestr vánoční pomoci). První ročník festivalu, jehož inspirací se stal legendární americký hudební festival Woodstock, se konal v roce 1995. V současnosti se tato polská přehlídka mnoha rockových žánrů koná ve městě Kostrzyn nad Odrą v Lubušském vojvodství na polsko-německé hranici.

## Další informace
Počet návštěvníků se počítá na statisíce, rekordní účasti bylo podle organizátorů dosaženo na jubilejním 20. ročníku v roce 2014, kdy na něj přijelo asi 750 000 lidí, v roce 2011 byl počet návštěvníků odhadován až na 1 000 000. Patří tak mezi největší open-air festivaly v Evropě. Mezi hlavní hudebníky, kteří v předchozích letech vystoupili, patřily např. skupiny Prodigy, nebo Sabaton.
Mottem polského Woodstocku, který se tradičně koná na přelomu července a srpna, je „Láska, přátelství a hudba". Jeho zakladatelem je polský novinář a aktivista Jerzy Owsiak. V letech 2016 a 2017 byl festival označen jako Zábava zvýšeného rizika, což donutilo organizátory zpřísnit bezpečnostní opatření, např. areál oplotit a umístit bezpečnostní kontroly před vstupy na jednotlivé scény. V roce 2017 bylo umístění ohrady před hlavní scénou předmětem jednání mezi Owsiakem a starostou města Kostrzyna nad Odrą. Festival, resp. jeho organizátor, byl rovněž kritizován ze strany vládnoucí strany PiS a stal se předmětem politických kontroverzí v Polsku. Jeho možné přesunutí do Štětína navrhl tamní starosta v případě, kdy by se pořádání akce v Kostrzyně ukázalo být dále problematické.